# 대체 불가능 토큰

스마트 계약(계약 조건을 자동으로 실행하도록 설계된 프로그램)에 의해 생성된 대체 불가능 토큰의 그림

대체 불가능한 토큰(代替不可能토큰, non-fungible token, NFT)은 블록체인에 저장된 데이터 단위로, 고유하면서 상호 교환할 수 없는 토큰을 뜻한다.
대체 가능(fungible)한 토큰들은 각기 동일한 가치을 지녀 서로 교환이 가능하다. 이에 해당하는 것이 명목화폐, 암호화폐, 귀금속, 채권등이 있다. 반면 대체불가능(non-fungible) 토큰은 각기 고유성을 지닌다. NFT는 영구적으로 블록체인에 남으므로써 고유성을 보장받을 수 있다. 아무나 복제가능한 '디지털 파일'에 대해서도 고유성을 발행할 수 있다는 점에서 주목을 받았다.
NFT는 사진, 비디오, 오디오 및 기타 유형의 디지털 파일을 나타내는 데 사용할 수 있다. 가상의 진품 증명서 역할을 하므로 대체 불가능하고 사본은 인정되지 않는다. 이러한 디지털 항목의 사본은 누구나 얻을 수 있지만 NFT는 블록체인에서 추적되어 소유자에게 저작권과 소유권 증명을 해야한다.
2021년에는 NFT 사용이 높아졌다. Ethereum, flow 등의 가상화폐는 자체 표준을 가지고 있다. NFT는 인기있는 디지털 예술품이나, 디지탈 자산을 상업화 하는데 사용한다. 대부분의 NFT는 이더리움 블록 체인의 일부이다. 그러나 다른 블록 체인은 자체 버전의 NFT를 구현할 수 있다. NFT 시장 가치는 2020년에 3배로 증가하여 2억 5천만 달러 이상에 도달했다.

## 기술
대체 불가능한 토큰 (NFT)은 블록 체인에 저장된 데이터 단위이다. NFT는 암호화 토큰처럼 작동하지만 비트코인과 같은 암호 화폐와는 달리 상호 교환이 불가능하다. NFT의 암호화 트랜잭션 프로세스는 NFT 소유권을 추적하는 데 사용되는 디지털 서명을 제공하여 각 디지털 파일의 인증을 보장한다. 그러나 예술품이 저장된 위치와 같은 세부 정보를 뜻하는 데이터는 사라질 수 있다. 또한 NFT의 소유권은 디지털 자산에 대한 저작권을 부여하지 않는다. 누군가 자신의 작품의 NFT를 판매할 수 있지만, NFT의 소유권이 변경될 때 구매자가 반드시 저작권 권한을 얻지 못하므로 원래 소유자는 동일한 작품에 더 많은 NFT를 만들 수 있다. 그런 의미에서 NFT는 소유권 증명일 뿐이다.

## 용도

### 디지털 아트
구매 이후, 소유권을 얻지 못함에도 불구하고 디지털 아트는 서명과 소유권을 보장하는 블록 체인 기술의 능력 때문에 NFT의 초기 사용 사례였다. "크로스로드"라는 제목의 작품은 도널드 J. 트럼프의 모습을 보여주는 10 초짜리 애니메이션 비디오로 구성되어 있다. 이는 디지털 아트를 위한 온라인 암호 화폐 시장 Nifty Gateway에서 660 만 달러에 판매되었다.
2021년 11월 글로벌 NFT플랫폼 Dangdang은 한국의 아티스트와 셀러브리티 시장을 대상으로 디지털아트 큐레이션및 매니지먼트 서비스를 시작했다.
아티스트 Krista Kim이 만든 3D 렌더링 모델이 NFT 시장에서 50만 달러 이상의 금액과 함께 디지털 부동산으로 판매되었다.

### 수집품
NFT는 카드 컬렉션과 같은 수집품 형태로도 나타난다. 2021년 2월 NBA Top Shot 플랫폼에서 LeBron James 슬램 덩크 NFT 카드가 $ 208,000에 판매되었다. 2021년 5월 NBA Top Shot은 백만 명의 사용자가 이용했다. 최고거래가액은 $ 210,000이며, 현재(2022년 9월 6일) 거래가는 $ 49,000로 약 4분의 1 수준으로 가격이 하락됐다.

### 게임 내 재화
NFT는 게임 개발자 대신 사용자가 제어하는 디지털 플롯과 같은 게임 내 자산을 나타내는 데 사용할 수 있다. NFT를 사용하면 개발자 허용 없이 자산을 타사 마켓 플레이스에서 거래 할 수 있다. 2021년 2월 Axie Infinity는 단일 판매로 150 만 달러의 판매 기록을 세웠다.

### 음악
블록 체인이 네트워크화가 가능해지면서, 음악가는 자신의 작품을 토큰화하고 게시할 수 있는 기회를 얻었다. 이를 통해 음악가와 아티스트 모두 자신의 음악은 물론 음악 테마와 아티스트 공개를 둘러싼 기타 콘텐츠로 수익을 창출 할 수 있는 방법이 다양해졌다. 또한 NFT는 음악계에서 2020 COVID-19 유행병으로 인해 85% 정도 손실 된 소득을 아티스트와 뮤지션에게 회복 할 수 있게 해주었다. 한정판 상품 또는 아티스트 작품의 실제 사본을 NFT 화해서 팬이 좋아하는 밴드 또는 아티스트와 연결되고 지원할 수 있도록 했다.
NFT는 2021년 음악 산업에 큰 영향을 미쳤다. 2021년 2월에만 NFT는 음악 산업 내에서 약 2,500만 달러의 수익을 거두었다. 이는 더 많은 아티스트가 매체에서 벤처를 늘리도록했다. 2021년 2월 28일, 일렉트로닉 댄스 뮤지션 3LAU는 자신의 Ultraviolet 앨범 3주년을 기념하기 위해 총 33개의 NFT 컬렉션을 1170만 달러에 판매했다.
2021년 5월, 래퍼 XXXTentacion는 5곡을 발표 할 것이라고 말했다. 과거에는 2017년 투어에서 NFT 컬렉션으로 영상을 공개했다. 다가오는 릴리스는 작곡가를 사후 NFT로 발표한 첫 번째 아티스가 되었다.

### 필름
영화 산업은 일반적으로 크기가 큰 디지털 영화를 작은 파일 크기 용인 블록 체인 기술에 저장하는 기술적인 문제 때문에 NFT의 사업에 참여하는 속도가 느렸다.
2018년 5월, 20th Century Fox는 Atom Tickets와 파트너십을 맺고 영화 홍보를 위해 한정판 Deadpool 2 디지털 포스터를 발표했다.
2021년 3월, Adam Benzine 의 오스카상 후보 다큐멘터리 Claude Lanzmann : Specters of the Shoah는 NFT로 제작되고 팔린 최초의 영화였다. 이는 다큐멘터리 부문 아카데미 상 후보 영화가 되었다.

### 스포츠
스포츠계에서는 다양한 방식으로 NFT를 활용했다. 2019년 9월 NBA 선수 Spencer Dinwiddie는 다른 사람들이 투자 가능하도록 계약 자체를 토큰화했다. 또한 블록 체인 기술 회사 인 Dapper Labs는 NBA와 협약을 맺고 디지털 하이라이트 클립시장 "NBA Top Shot"을 만들었다.

## 시장 가치
NFT시장은 빠른 성장을 보였다. 최근에 2억 5천만 달러로 3배의 가치가 증가했다. 2021년 첫 3개월 동안, 2억 달러 이상이 NFT이 시장에서 유통되었다. 디지털 수집품에 대한 인기가 증가하면서 암호 화폐 시장에서 NFT가 지닌 경제적 가치가 폭증했다. NFT는 암호 화폐의 수요가 높아짐에 따라 그 가치가 더 커지는 중이다.

## 블록 체인의 표준
다양한 블록 체인을 지원하기 위해 특정 토큰이 만들어졌다. Ethereum ERC-721과 최신 ERC-1155이 포함된다. FLOW 및 Bitcoin Cash 블록 체인 역시 NFT를 지원한다.

### 이더 리움
ERC-721은 이더리움 블록 체인에서 NFT의 성질을 나타내는 최초였다. ERC-721은 고유 식별자의 소유자를 추적 할 수 있는 방법과 소유자가 자산을 다른 사람에게 양도 할 수 있는 방법을 제공한다.

## 역사

### 초기 역사(2012~2017)
첫 번째 NFT 출현은 2014년 5 월3 일 뉴욕의 New Museum에서 열린 Seven on Seven 컨퍼런스에서 라이브였다. 대체 불가능하고 거래 가능한 블록 체인 마커가 온 체인 메타 데이터 (Namecoin에 의해 활성화 됨)를 통해 한 예술작품에 연결되어 처음으로 나타났다.
2015년 10월, 이더리움이 출시되고 3개월 후, 런던에서 열린 이더리움의 첫 번째 개발자 컨퍼런스 인 DEVCON 1에서 본격적인 NFT 프로젝트인 Etheria가 시작되었다. Etheria의 457 개의 구매 및 거래 가능한 육각형 타일은 NFT에 대한 새로운 관심이 구매 열풍을 촉발 했다. 24 시간 내에 현재 버전과 이전 버전의 모든 타일이 각각 1 ETH (출시 당시 0.43 센트)로 하드 코딩되어 총 140 만 달러에 판매되었다.

### 주류 인지도(2017~2021)
2017년에 이더리움은 비트코인 보다 눈에 띄기 시작했다. 이더리움은 자체 블록 체인에 토큰 생성 및 저장을 위한 시스템이 내장되어있어 제 3자 플랫폼의 필요성 없는 코인을 만들 수 있었기 때문이다. 2017년 말, 플레이어가 가상 고양이를 입양하고 거래하는 CryptoKitties라는 또 다른 프로젝트가 출시되어 빠르게 입소문을 내며 1,250 만 달러의 투자를 모았고 일부 고양이는 10만 달러 이상에 판매되었다.
2018년 블록 체인에 기반한 가상 세계 'Decentraland'는 초기 코인 제공으로 2,600 만 달러를 모금했다. 그리고 2018년 9월 현재 2,000 만 달러의 모금액을 보유하고 있는 중이다.

### NFT 구매 열풍(2021~현재)
2021년에 NFT에 대한 관심은 계속해서 증가했다. NFT상품이 출시되고 처음 몇 달 만에 많은 판매가 이루어졌다. 2021년 2월 뮤지션 Grimes는 Nifty Gateway에서 디지털 아트를 약 6백만 달러 상당의 가격으로 판매했다. 2021년 3월 5일, 밴드 Kings of Leon은 새로 발매된 앨범인 'When You See Yourself'를 NFT 형태로 판매하여 2 백만 달러의 매출을 기록했다. 2021년 3월 11일, 미국 디지털 아티스트 Beeple의 작품 Everydays : The First 5000 Days 는 저명한 경매장 Christie 's에 상장 된 최초의 NFT 작품이었으며 6,933만 달러에 판매되었다. NFT 시장은 더 많은 투자자들이 더 많은 금액으로 거래하도록 이끌었다. 이런 현상 때문에 전문가들은 NFT의 구매 열풍을 경제 거품 이라고 불렀고 닷컴 거품 과도 비교했다.
2022년 7월 초 현재, 구매 열풍이 꺼지면서 가격이 급락했으며, 2022년 5월 초까지 약 30만 달러에 거래되던 대표 NFT인 BAYC (Bored Ape Yacht Club)의 바닥 가격(floor price) 도 10만 달러 이하로 떨어진 상태이다.

## 비판

### 오프 체인 스토리지
디지털 아트와 관련된 NFT는 일반적으로 용량이 크기 때문에 블록 체인에 파일을 저장할 수 없다. 토큰은 소유권 인증서와 유사한 방식으로 작동하며 웹 주소는 문제의 예술 작품을 가리키며 예술은 여전히 깨진 링크, 즉 부패의 대상이 된다. 구매자가 파일을 직접 호스팅할 수 있도록 IPFS와 같은 분산형 스토리지 시스템을 사용하여 파일을 저장하는 등 이러한 상황을 해결하기 위해 여러 가지 접근 방식이 고안되었다.

### 환경적인 우려
NFT 구매 및 판매는 높은 에너지 사용과 그에 따른 온실 가스 배출에 관한 논란에 휩싸인다. 주어진 NFT 거래의 탄소 발자국을 추정하는 데는 거래가 블록 체인에 설정되는 방식, 블록 체인 채굴자의 경제적 행동 (및 채굴 장비의 에너지 수요), 뿐만 아니라 이러한 네트워크에서 사용되는 재생 가능 에너지의 양이 필요하다. 이에 대해 설명 된 비유는 주어진 항공사 항공편의 추가 승객과 관련된 발자국이다.

## 같이 보기
- 탈중앙화된 자율조직
- 부동산 양도문서